# Margareth Menezes
Margareth Menezes, (Salvador da Bahia, 1962. október 13. –) brazil énekesnő, politikus. 2023. január 1-én Brazília kulturális minisztere lett.

## Pályafutása
Margareth Menezes stílusát axénak tartják, de zenéje a szamba és az MPB területén is előfordul, és időnként afrikai ritmusokból és reggae-ből merít.
Menezes Brazíliában leginkább az Olodum 1988-as „Divindade do Egito” című daláról és a „Me Abraça e Me Beija” című daláról ismert (1990). Egy másik slágere, a „Dandalunda” című dala, amely a 2003-as salvadori karnevál nem hivatalos himnusza volt.
Menezes sztár lett szülőhazájában, Bahiában. Híres energikus élő fellépéseiről, rendszeresen turnézik és fellép karneváli ünnepségeken.
1990-ben Menezes egyik számát felhasználták Mickey Rourke „Wild Orchid” című filmjében. Ez arra késztette a Island Recordsot, hogy kiadjon egy válogatásalbumot néhány régebbi brazíliai anyagából. Az album azonnali sikert aratott, és a Billboard World Music toplista 1. helyére került. A címadó dal az Egyesült Államokban és Európában az úgynevezett világzenét játszó klubok állandó főszereplője lett. Az albumot kiadták az Egyesült Királyságban, Németországban és Franciaországban is. Egy kislemez, a „Tenda do Amor” is megjelent az albumról néhány európai területen.
Menezes társszerzője és előadója volt a 2003-as „Passe Em Casa” című slágernek, amely a milliókat hozott a „Tribalistas” albumról. 2005-ös kislemeze, a „Como Tu”, a brazil szupersztár Ivete Sangalo duettjével nagy felhajtás közepette jelent meg, mert Sangalo akkoriban platinalemez-eladásokat ért el. 2006-ban a „Pra Você” című album Grammy-díj jelölést kapott a „Legjobb brazil kortárs popalbum” kategóriában.

## Albumok
- Margareth Menezes (1988)
- Um Canto Para Subir (1990)
- Elegibô (1990)
- Kindala (1991)
- Luz Dourada (1993)
- Gente de Festa (1995)
- Afropopbrasileiro (2001)
- Pra Você (2005)
- Naturalmente (2008)
- Naturalmente Acústico (2008)
- Autêntica (2019)

## Díjak
- 2006: a „Pra Você” című album, Grammy-díj jelölés

## Fordítás
Ez a szócikk részben vagy egészben  a   Margareth Menezes című angol Wikipédia-szócikk ezen változatának fordításán alapul.  Az eredeti cikk szerkesztőit annak laptörténete sorolja fel. Ez a jelzés csupán a megfogalmazás eredetét és a szerzői jogokat jelzi, nem szolgál a cikkben szereplő információk forrásmegjelöléseként.